# Josef Kafka (spisovatel)
Josef Kafka (25. října 1858 Rokycany – 3. května 1929 Praha) byl český přírodovědec, paleontolog, zoolog, hydrobiolog, botanik a také spisovatel vědecko-populárních prací, překladatel z němčiny, zaměstnanec Národního muzea v Praze (do roku 1919 Muzeum Království českého), kde se později stal ředitelem geologicko-paleontologických sbírek.

## Biografie
Otec jmenoval Josef a matka Marie Terezie, která byla dcerou Karla Breitenfeldera, obuvníka z Karlových Varů. Josef starší se v Rokycanech v době narození syna živil jako knihař. Po úmrtí otce žila matka Marie Kafková v Praze a starala se o sedm dětí, z nichž Josef byl nejstarší.
Po studiích na reálné škole v Rokycanech a na Vysokém učení technickém a Karlově univerzitě v Praze nastoupil roku 1883 jako úřední zaměstnanec Musea Království českého v Praze, kde získal místo asistenta u prof. MUDr. Antonína Friče. Pod jeho vedením se začal věnovat průzkumu rybníků, řek a jezer. Společné úsilí vedlo k tomu, že roku 1888 Antonín Frič se svými spolupracovníky založil přenosnou vědeckou stanici pro pozorování života ve sladkovodních tocích, která byla první svého druhu v Evropě. I díky těmto poznatkům mohl roku 1892 publikovat svoji práci pod názvem Zvířena českých rybníků, vysoce hodnocené dílo o fauně českých rybníků.
V roce 1895 se stal adjunktem paleontologického oddělení, v letech 1918 až 1923 byl jmenován ředitelem geologicko-paleontologických sbírek Národního muzea.
Josef Kafka byl činorodý vědec s širokým záběrem zájmů a bádání, které daleko přesahovaly jeho pracovní náplň, stál u zrodu mnoha zajímavých projektů.
Společně s Antonínem Fričem a jihočeským rybníkářem Josefem Šustou, se zasloužili o popularizaci oboru hydrobiologie.
Aktivně se zajímal a spolupracoval na myšlence otevření zoologické zahrady v Praze. V brožuře Pamětní spis o zoologické a akklimatační zahradě v Praze načrtl pozdější možnou podobu takového projektu, a to nejen obrazově, ale přidal i několik odborných rad.. Ovšem samotné realizace Zoologické zahrady v Praze se nedožil, zemřel dva roky před jejím otevřením.
Zájem o zahradnictví se promítl nejen do jeho badatelské práce; od roku 1925 se podílel i na vydávání časopisu Šťastný domov, kdy v roli šéfredaktora vedl rubriku o zahradničení zahradní architektuře a architektuře domu. Časopis Šťastný domov však zanikl po 24 letech od prvního vydání krátce před jeho smrtí roku 1929. Svoji představu o zvelebování zahrad představil již roku 1911 knihou Zahrádka při domě rodinném.
Překládal z němčiny a podílel se na některých heslech Ottova slovníku naučného.

### Rodinný život
S manželkou Magdalenou, rozenou Mejkalovou (1858-??) měl devět dětí narozených v letech 1882-1902.

### Ocenění
V roce 1929 byl jmenován čestným občanem Rokycan.

### Literární tvorba

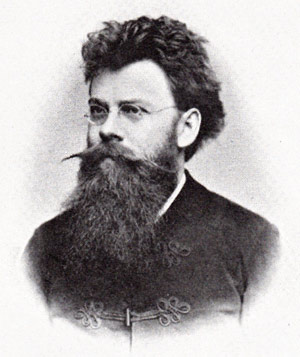
Josef Kafka - nedatovaná fotografie

Již roku 1884 se stal spolupracovníkem časopisu Vesmír, který vycházel pod šéfredaktorským dohledem Antonína Friče. V letech 1884 až 1886 publikoval svoji první odbornou přírodopisnou práci Mechovky země české. Kromě toho řídil Grégrovu příručku, která se prezentovala jako politicko-hospodářský kalendář.
Roku 1885 vydal knihu o akvaristice s názvem Akvarium, jeho živočišstvo a rostlinstvo. Bylo to právě působení profesora Antonína Friče, které zvýšilo jeho zájem o chov ryb a jejich život, ať již v oblasti přírodní či při umělém chovu. Zvláštní pozornost věnoval akvaristice, kdy čerpal z Fričova Biologického ústavu ve Spálené ulici. Je pokládán za jednoho ze zakladatelů této zájmové činnosti v českých krajinách. Akvaristice i životu ve sladkovodních tocích se pak aktivně věnoval plných 45 let, šířil osvětu v této oblasti a věnoval se i badatelské činnosti. Jako expert Zemědělské rady pomáhal se zvelebováním českého pstruhařství a kaprového hospodářství, podílel se na konceptu rybářského zákona v Československa, zapojil se do ochrany životního prostředí, konkrétně vystupoval proti znečišťování vod. Také založil a redigoval Rybářský věstník, který sloužil k rozvoji našeho říčního rybářství a od čtvrtého ročníku tohoto časopisu (1924) zde vyšel i oddíl věnovaný právě akvaristice.
Přispíval či se podílel na vydávání dalších časopisů, např. Hospodář československý (1889-1891), Rukověť zemědělská či Pražská Včela. Od roku 1890 redigoval Fotografický věštník, sám byl totiž vášnivým fotografem a údajně si svůj atelier zařídil přímo v budově Národního muzea.
Při příležitosti Jubilení zemské výstavy v Praze roku 1891 se podílel na publikaci Illustrovaný průvodce všeobecnou zemskou jubilejní výstavou s průvodcem Prahou. O rok později vyšel jeho Ilustrovaný průvodce po africké výstavě cestovatele dr. Emila Holuba, který měl čtenářům přiblížit neobvyklé exotické sbírky českého cestovatele Emila Holuba z jeho cest po Africe. Ovšem k Zemské jubilejní výstavě se vrátil ještě jednou, a to spoluprací a řízením rozsáhlého díla Sto let práce, které vycházelo v létech 1891 až 1895.
Sepsal též osmnáctisvazkové dílo s názvem Kafkův illustrovaný průvodce po Království českém, které tvořilo místopis Čech s využitím tehdy dostupných dopravních prostředků pro cestování; poskytovalo turistům dostatek informací a jednotlivé díly byly sepsány v duchu geologického členění Čech. Dílo vycházelo od roku 1897 a dočkalo se za jeho života dvou vydání.
Autor publikaci popisuje takto:
Úmyslem naším jest vydati zevrubného, pokud vhodno i illustrovaného Průvodce po král. Českém asi v 18 oddělených dílcích, z nichž každý zahrnoval by určitou, význačnou krajinu a byl každému jednotlivě přístupným.
Zevrubnosť a stručnost’ jsou předními našimi hesly, i snažíme se proto, abychom úpravou typografickou, vyobrazeními a mapkami učinili věc každému snadno srozumitelnou a jasnou.
 Doufáme tím uspokojiti všechny přátele domácí vlastivědy i užitečné turistiky tím spíše, že přihlížíme ke všem vědeckým i technickým vymoženostem doby. Přírodní ráz i krajinné krásy, dějinný význam i novodobý pokrok, vše shrnujeme tak, aby nezůstalo utajeno nic, co zasluhuje býti vyznačeno a poznáno.
Pohlížíme na vlast českou s vyššího hlediska, odůvodněného dějinami vzniku přirozeného i rozvoje kulturního. Proto leckde překročujeme hranici zeměpisnou, jako např. v dílci tomto, kde kromě Českého Švýcarska uvádíme i do starého slovanského Nišanska, jež tvoří s ním geologicky nedílný celek, který i historicky ku království Českému náležel.
 Soudíme, že tak věci, jíž publikace určena, bude dobře poslouženo.
Vysíláme první dílec do českého světa s naději, že dostane se mu přijetí, které umožní, aby celé dílo v brzku mohlo býti provedeno.
Spisovatel a vydavatelstvo

## Výběr z díla
- Recente und Fossile Nagethiere Böhmens (1893 [20]
- Živé ploty : stručný návod k zakládání živých plotů, spolu seznam nejdůležitějších keřů k tomu vhodných   –   Praha 1883
- Květinářství : návod ku pěstování ozdobných rostlin v pokoji a domácí zahrádce   –   Praha 1884
- Akvarium, jeho živočišstvo a rostlinstvo : návod ku zřizování, oživování a ošetřování akvarií a terrarií   –   Praha 1885
- Příspěvek ku poznání cirripedů českého útvaru křídového   –   Praha 1885
- Příspěvek ku poznání českého útvaru křídového   –   Praha 1885
- České rybníky : předběžná studie   –   Praha 1886
- Sladkovodní mechovky země České   –   Praha 1886
- Praktický návod pro zahradníka : kniha příručná, spracovaná zkušeným zahradníkem a obsahující: Věčný kalendář prací v zelnici, štěpnici, květnici a skleníku, …  –   Praha 1887
- Die Süsswasserbryozoen Böhmens   –   Praha 1887
- Malý vesmír : obrázková kniha pro zábavu a poučení naší mládeže   –   Praha 1890
- Hlodavci země české žijící i fossilní    –   Praha 1891
- Illustrovaný průvodce všeobecnou zemskou jubilejní výstavou s průvodcem Prahou (redigoval)   –   Praha 1891
- Upomínka na všeobecnou zemskou Jubilejní výstavu r. 1891 v Praze (redigoval)   –   Praha 1891
- Výzkumy zvířeny ve vodách českých. II, Zvířena českých rybníků   –   Praha 1891
- Z tajů života : životozpytné obrázky z říše živočišné a rostlinné   –   Praha 1891
- Zvířena českých rybníků   –   Praha 1891
- Průvodce africkou výstavou cestovatele Dra. Emila Holuba   –   Praha 1892
- Mořské ryby na pražském trhu   –   Praha 1895
- Pokrmy z mořských ryb, raků, ustřic a mušlí   –   Praha 1895
- Almanach léčebných míst, lázní a letních sídel českých   –   Praha 1898 (?)
- Praha královská : umělecké album král. hlavního města Prahy   –   Praha 1898
- Stavební suroviny revíru "Kody" na velkostatku tetínském   –   Praha 1898
- Výstava architektury a inženýrství … (název zkrácen)   –   Praha 1898
- Smrčiny, Hory Karlovarské a Doupovské   –   Praha 1900
- Šelmy (Carnivora) země české, žijící i fossilní   –   Praha 1900
- V krajích věčného ledu (1901) [21]
- Největší sluha člověka slon (1902) [22]
- Zpráva o studijní cestě podniknuté podporou Zemského výboru království Českého a c.k. ministerstva orby ve Vídni   –   Praha 1903
- Moře   –   Praha 1906
- Domácí vševěd : ilustrovaný slovník vědomostí ze všech oborů domácího hospodářství   –   Praha 1907-1909 [23]
- Přehled své davcetipětileté vědecké, literární a publicistické činnosti   –   Praha 1907
- Studie v oboru třetihorního útvaru v Čechách : několik profilů z hnědouhelných pánví severočeských   –   Praha 1908
- Kopytníci země české žijící a vyhynulí   –   Praha 1909
- Zemětřesení   –   Praha 1909
- Rodinný dům : praktický rádce pro každého, kdo zamýšlí vlastní bydlo si zříditi   –   Praha 1911
- Zahrádka při domě rodinném : ze zkušeností pro majitele a podnikatele staveb rodinných domků, vill a letních bydlišť   –   Praha 1911
- Grégrova příručka (1912) – Politicko-národohospodářský kalendář na rok 1913 [24]
- Letnění, hnojení a osévání rybníků   –   Praha 1914
- Levná zelenina jako důležitá pomůcka výživy   –   Praha 1915
- Levné obědy a večeře   –   Praha 1915
- Levné pokrmy zeleninové   –   Praha 1915
- 350 ženských povolání : příručka nezbytná pro rodiče, jejich zástupce, vychovatele, rádce mládeže dívčí, dívky i ženy všech tříd,…   –   Praha 1916
- Levní dodavatelé masa, sádla, másla, mléka, sýra a vajec (1916) [25]
- Potraviny (maso, zrniny, zeleniny, ovoce), pochutiny a léky, jež možno v přírodě si opatřiti zdarma   –   Praha 1916
- Úsporné topení při nedostatku paliva   –   Praha 1917

### Cestovní průvodci
- Brda a Podbrdí (1910) [26]
- České Středohoří (1901) [27]
- Česko-saské Švýcarsko (1903) [28]
- Českomoravská vysočina (1908) [29]
- Kafkův ilustrovaný průvodce po království českém (1908) [30]
- Krkonoše a Jizerské Hory (1926) [31]
- Lužické Hory a Ještěd (1909) [32]
- Okolí Prahy (1923) [33]
- Kladský Sněžník a Vysoký Jeseník (1908) [34]
- Plzeň s okolím a Český les (1902) [35]
- Pojizeří a Prachovské Skály (1910) [36]
- Posázaví (1913) [37]
- Praha, hlava království Českého (1901) [38]
- Průvodce africkou výstavou cestovatele Dra. Emila Holuba (1892) [39]
- Střední Polabí (1908) [40]
- Střední Povltaví a středočeské žulové pohoří (1906) [41]
- Šumava a Pošumaví (1904) [42]